# 根室站 (根室拓殖鐵道)
根室站（日语：／ Nemuro eki */?）是位於北海道根室市有磯2丁目，根室拓殖鐵道的鐵路車站（廢站）。
此站與北海道旅客鐵道（JR北海道）/日本國有鉄道根室本線的根室站位於不同位置。此站是位於根室本線根室站與貨物支線（貨）根室港站（廢站）中間。

## 歷史
- 1929年（昭和4年）10月16日 - 根室拓殖鐵道車站啟用。
- 1945年（昭和20年）4月1日 - 成為根室拓殖鐵道車站。
- 1959年（昭和34年）6月20日 - 根室拓殖鐵道車站被廢除。

## 車站構內
站內的路軌配置是展線，在展線外側設有根室拓殖軌道公司的建築物，展線的内側設有2座2線路軌車庫。展線後來被廢除，設置了轉車盤。當時單邊式汽油列車在改變行車方向時會使用轉車盤，並在借用乘客的力量下把車輛行車方向轉換。
月台只使一堆枕木切為方木堆砌而成。

## 車站周邊
- 根室有磯郵局
- 根室市立花咲小學 - 1894年（明治27年）起一直坐落在根室市榮町，在1976年完成的校舍由於不符合抗震標準，因此在2022年度遷移至根室市駒場町的舊啓雲中學校舍[6]。

## 現狀

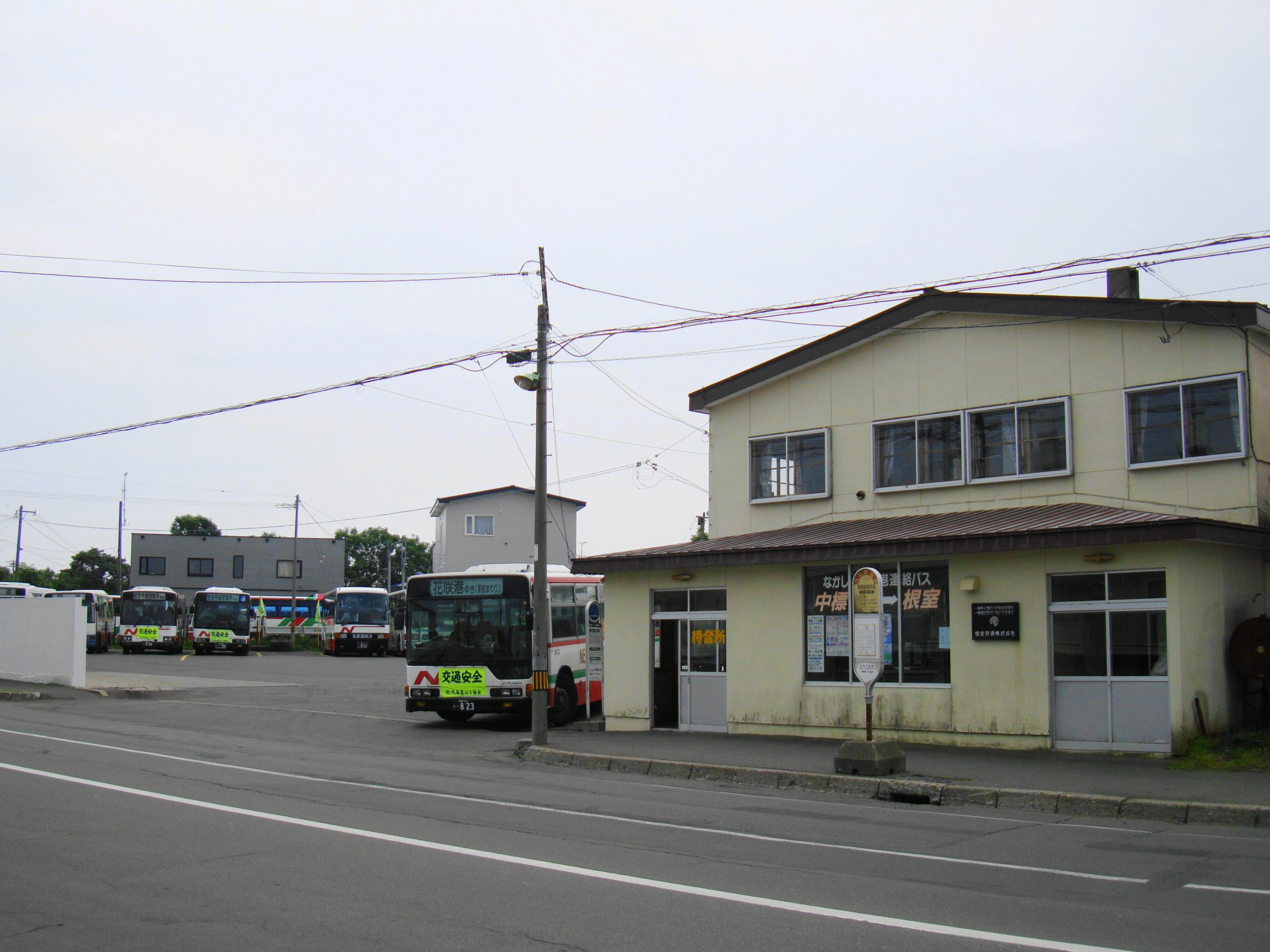
根室交通有磯營業所

車站遺址變成根室交通有磯營業所。

## 相鄰車站
根室拓殖鐵道
根室拓殖鐵道線
根室－友知

## 注腳
1. 1 2  根室拓殖鉄道廃線跡を訪ねて （页面存档备份，存于）（日語）
2. ↑  關於根室站站內概略圖可參見《鐵道迷》1997年1月號（p86）。
3. ↑  （p55）
4. ↑  《鐵道迷》1975年5月號（p67）
5. ↑  《鐵道迷》1975年5月號（p66）
6. ↑  . 北海道新聞. 2022-03-17  [2022-03-17]. （原始内容存档于2022-03-17） （日语）.

## 相關項目
- 日本鐵路車站列表 Ne